# Ignacy Płazak
Ignacy Płazak (ur. 17 maja 1932 w Ząbkowicach Będzińskich, zm. 13 lipca 1978 w Pszczynie) – polski historyk sztuki, muzealnik i dyrektor muzeów, pedagog.

## Życiorys
Ukończył historię sztuki na Uniwersytecie Jagiellońskim w Krakowie. W 1956 roku rozpoczął prace w Muzeum Górnośląskim w Bytomiu, gdzie w 1958 roku zorganizował Uniwersytet Powszechny.
W 1962 roku został mianowany kierownikiem Muzeum w Pszczynie, będącego wówczas filią bytomskiej placówki. Dzięki jego staraniom, w 1965 roku utworzono w zamku Pracownię Konserwacji Dzieł Sztuki, a w 1966 roku doszło do usamodzielnienia się muzeum, które odtąd działało jako Muzeum Wnętrz Zabytkowych. W tym samym czasie rozpoczął się – trwający do 1971 roku – remont gmachu zamku, połączony z pracami archeologicznymi (1969–1970) oraz reorganizacja ekspozycji. W 1969 roku pozyskano kolekcję miniatur malarzy polskich i europejskich ze zbioru Leona Dietz d’Arma, a w latach 1974–1976 poddano renowacji gotyckie piwnice zachodniego skrzydła zamku. W ramach nowych wystaw urządzono zbrojownię, ekspozycję broni i trofeów myśliwskich, wystawę poświęconą historii Pszczyny oraz wnętrza mieszkalne z okresu od XVI do XIX wieku.
Za jego dyrekcji zainicjowano liczne wydarzenia kulturalne na Zamku. We współpracy z Filharmonią Śląską, Estradą Śląską oraz Państwową Wyższą Szkołą Muzyczną w Katowicach organizował comiesieczne koncerty w Sali Lustrzanej pod nazwą: Poranki Muzyczne na Zamku w Pszczynie oraz Muzyka o Zmroku na Zamku w Pszczynie. Wzrosła również liczba wydawnictw poświęconych zamkowi i kolekcjom muzealnym. Sam był autorem przewodników oraz wydawnictw poświęconych historii sztuki.
Poza działalnością związaną z Muzeum był współautorem projektu renowacji pszczyńskiego Starego Miasta (1976–1977), współorganizatorem skansenu Zagroda Wsi Pszczyńskiej (1970–1976), konsultantem renowacji pałacu myśliwskiego w Promnicach (1976–1977) oraz aranżacji wnętrz zamku Książ (1977). W latach 1975–1978 zasiadał w Wojewódzkiej Radzie Ochrony Dóbr Kultury w Katowicach.
Jako pedagog wykładał na Wydziale Grafiki Akademii Sztuk Pięknych w Katowicach oraz w Liceum Sztuk Plastycznych w Katowicach (1966–1968). Prowadził również kursy dla przewodników PTTK. W 1964 roku zorganizował pierwsze w Polsce Muzealne Studium Wychowania Estetycznego i Wiedzy o Regionie, działające do 1974 roku.
W uznaniu zasług został odznaczony Brązowym (1969) i Srebrnym (1975) Krzyżem Zasługi. W 1974 roku otrzymał Złotą Odznakę „Zasłużony w Rozwoju Województwa Katowickiego”.

### Wybrane publikacje
- Architektura zabytkowa powiatu lublinieckiego Katowice 1961
- Działalność artystyczna F. A. Sebastiniego na Śląsku w XVIII w. Bytom 1968
- Motyw społeczno-rewolucyjny w polskim malarstwie i grafice Kielce 1972
- Pszczyna. Zabytki miasta i regionu. Przewodnik po muzeum Pszczyna 1974
- Muzeum Wnętrz Zabytkowych w Pszczynie. Trzydzieści lat działalności (1946–1976), Pszczyna 1977
- Zespół pałacowo-ogrodowy w Pszczynie (wspólnie z Alojzym Obornym), Pszczyna 1977
- Pałac w Pszczynie. Przewodnik po Muzeum Wnętrz Zabytkowych Katowice 1982